# Persone di nome Rolf
| Questa pagina contiene informazioni ricavate automaticamente dalle voci biografiche con l'ausilio del template Bio e di un bot. L'aggiornamento è periodico e automatico e ricostruisce completamente la pagina. Se manca una persona in questa lista, sei pregato di non aggiungerla, ma accertati piuttosto che la sua voce biografica contenga il template Bio e che i dati anagrafici siano correttamente compilati. Se il template Bio manca, inseriscilo tu stesso o, in alternativa, metti l'avviso {{tmp\|Bio}} che ne segnala la mancanza. Se i dati riportati sono sbagliati, correggi direttamente la voce biografica; le modifiche saranno visibili in questa lista entro pochi giorni. Per chiarimenti vedi il progetto antroponimi. La lista contiene solo le 134 persone che sono citate nell'enciclopedia e per le quali è stato implementato correttamente il template Bio. Pagina aggiornata al 16 ott 2024. |

Questa è una lista di persone presenti nell'enciclopedia che hanno il prenome Rolf, suddivise per attività principale.

## Allenatori di calcio(4)
- Rolf Fringer, allenatore di calcio e ex calciatore austriaco (Aldiswil, n. 1957)
- Rolf Landerl, allenatore di calcio e ex calciatore austriaco (Vienna, n. 1975)
- Peter Swärdh, allenatore di calcio e ex calciatore svedese (Hässleholm, n. 1965)
- Rolf Zetterlund, allenatore di calcio e ex calciatore svedese (Ludvika, n. 1945)

## Altisti(1)
- Rolf Beilschmidt, ex altista tedesco orientale (Jena, n. 1953)

## Artisti(1)
- Rolf Schaffner, artista e scultore tedesco (Germania, n. 1927 - Maiorca, † 2008)

## Astronomi(1)
- Rolf Apitzsch, astronomo tedesco (n. 1943)

## Attori(13)
- Rolf Herricht, attore, comico e cantante tedesco (Magdeburgo, n. 1927 - Berlino, † 1981)
- Rolf Hoppe, attore tedesco (Ellrich, n. 1930 - Dresda, † 2018)
- Rolf Kanies, attore tedesco (Bielefeld, n. 1957)
- Rolf Koster, attore, doppiatore e cantante olandese (Terborg, n. 1968)
- Rolf Kristian Larsen, attore norvegese (Stavanger, n. 1983)
- Rolf Lassgård, attore svedese (Östersund, n. 1955)
- Michael Nyqvist, attore svedese (Stoccolma, n. 1960 - Stoccolma, † 2017)
- Rolf Saxon, attore statunitense (Alexandria, n. 1955)
- Rolf Schimpf, attore tedesco (Berlino, n. 1924)
- Rolf Sohlman, attore e regista svedese (Stoccolma, n. 1954)
- Rolf Tasna, attore e doppiatore tedesco (Braunschweig, n. 1920 - Bologna, † 1997)
- Rolf Wenkhaus, attore tedesco (Berlino, n. 1917 - Bloody Foreland, † 1942)
- Rolf Zacher, attore tedesco (Berlino, n. 1941 - Amburgo, † 2018)

## Aviatori(1)
- Rolf Hermichen, aviatore tedesco (Wernigerode, n. 1918 - † 2014)

## Biatleti(1)
- Rolf Storsveen, ex biatleta norvegese (n. 1959)

## Bobbisti(4)
- Rolf Gerber, bobbista svizzero (n. 1930)
- Rolf Küderli, ex bobbista svizzero
- Rolf Strittmatter, bobbista svizzero (n. 1955)
- Rolf Thielecke, bobbista tedesco

## Botanici(1)
- Rolf Singer, botanico e micologo tedesco (Schliersee, n. 1906 - Chicago, † 1994)

## Calciatori(26)
- Rolf Aas, calciatore norvegese (Oslo, n. 1891 - Oslo, † 1946)
- Rolf Bjørn Backe, calciatore norvegese (Gjøvik, n. 1934 - Gjøvik, † 2012)
- Rolf Bjørnsen, ex calciatore norvegese (n. 1949)
- Rolf Björklund, ex calciatore svedese (n. 1938)
- Rolf Blättler, calciatore e allenatore di calcio svizzero (Uster, n. 1942 - Minusio, † 2024)
- Rolf Vevle Eriksen, calciatore norvegese (Bergen, n. 1923 - Minneapolis, † 2007)
- Rolf Feltscher, calciatore svizzero (Bülach, n. 1990)
- Rolf Fritzsche, ex calciatore tedesco orientale (Rositz, n. 1933)
- Rolf Furuly, ex calciatore norvegese (n. 1963)
- Rolf Geiger, calciatore tedesco (Marbach am Neckar, n. 1934 - † 2023)
- Rolf Holmberg, calciatore norvegese (Skien, n. 1914 - Skien, † 1979)
- Rolf Jahn, calciatore tedesco orientale (Apolda, n. 1927 - Birstein, † 2001)
- Rolf Johannessen, calciatore norvegese (Fredrikstad, n. 1910 - † 1965)
- Rolf Maartmann, calciatore norvegese (Oslo, n. 1887 - Oslo, † 1941)
- Rolf Maier, ex calciatore tedesco (Laupheim, n. 1960)
- Rolf Mägerli, ex calciatore svizzero (Berna, n. 1932)
- Rolf Paetz, calciatore tedesco (n. 1922 - † 1994)
- Rolf Birger Pedersen, calciatore norvegese (Bergen, n. 1939 - Bergen, † 2001)
- Rolf Sele, ex calciatore liechtensteinese (n. 1967)
- Rolf Semb-Thorstvedt, calciatore norvegese (Oslo, n. 1898 - Oslo, † 1972)
- Rolf Toft, calciatore danese (Hjørring, n. 1992)
- Rolf Valtin, calciatore statunitense (Amburgo, n. 1925 - Alexandria, † 2018)
- Rolf Daniel Vikstøl, ex calciatore norvegese (Kristiansand, n. 1989)
- Linus Wahlqvist Egnell, calciatore svedese (Norrköping, n. 1996)
- Rolf Westgaard, calciatore norvegese (n. 1898 - † 1970)
- Rolf Wüthrich, calciatore svizzero (n. 1938 - † 2004)

## Canoisti(1)
- Rolf Peterson, ex canoista svedese (Halmstad, n. 1944)

## Cantanti(5)
- Rolf Harris, cantante, showman e pittore australiano (Perth, n. 1930 - Berkshire, † 2023)
- Rolf Kasparek, cantante e chitarrista tedesco (Amburgo, n. 1961)
- Tonny Lindberg, cantante e chitarrista svedese (Stoccolma, n. 1944 - Järfälla, † 2019)
- Ola Salo, cantante e polistrumentista svedese (Avesta, n. 1977)
- Jacob Sartorius, cantante statunitense (Tulsa, n. 2002)

## Cantautori(2)
- Joey Tempest, cantautore, compositore e musicista svedese (Upplands Väsby, n. 1963)
- Rolf Zuckowski, cantautore e produttore discografico tedesco (Amburgo, n. 1947)

## Cestisti(1)
- Rolf Franke, ex cestista e allenatore di pallacanestro olandese (Amsterdam, n. 1967)

## Chimici(1)
- Rolf Appel, chimico tedesco (Harburg, n. 1921 - † 2012)

## Ciclisti su strada(6)
- Rolf Gölz, ex ciclista su strada, pistard e dirigente sportivo tedesco (Bad Schussenried, n. 1962)
- Rolf Graf, ciclista su strada e pistard svizzero (Unterentfelden, n. 1932 - Baden, † 2019)
- Rolf Huser, ex ciclista su strada svizzero (Wettingen, n. 1971)
- Rolf Järmann, ex ciclista su strada svizzero (Arbon, n. 1966)
- Rolf Maurer, ciclista su strada e pistard svizzero (Hedingen, n. 1938 - † 2019)
- Rolf Wolfshohl, ciclista su strada, ciclocrossista e pistard tedesco (Colonia, n. 1938 - † 2024)

## Compositori(2)
- Rolf Liebermann, compositore svizzero (Zurigo, n. 1910 - Parigi, † 1999)
- Rolf Løvland, compositore, direttore d'orchestra e musicista norvegese (Kristiansand, n. 1955)

## Dirigenti sportivi(5)
- Rolf Aldag, dirigente sportivo, ex ciclista su strada e pistard tedesco (Beckum, n. 1968)
- Rolf Barmen, dirigente sportivo, allenatore di calcio e ex calciatore norvegese (Bergen, n. 1964)
- Rolf Rüssmann, dirigente sportivo e calciatore tedesco (Schwelm, n. 1950 - Gelsenkirchen, † 2009)
- Rolf Sørensen, dirigente sportivo e ex ciclista su strada danese (Helsinge, n. 1965)
- Rolf Wembstad, dirigente sportivo e calciatore norvegese (n. 1927 - † 2013)

## Discoboli(1)
- Rolf Danneberg, ex discobolo tedesco (Amburgo, n. 1953)

## Egittologi(1)
- Rolf Krauss, egittologo tedesco

## Filosofi(1)
- Rolf Schönberger, filosofo e storico della filosofia tedesco (Günzburg, n. 1954)

## Fisici(2)
- Rolf Landauer, fisico tedesco (Stoccarda, n. 1927 - Briarcliff Manor, † 1999)
- Rolf Sievert, fisico svedese (Stoccolma, n. 1896 - Stoccolma, † 1966)

## Fondisti(1)
- Rolf Rämgård, ex fondista svedese (Älvdalen, n. 1934)

## Fumettisti(1)
- Rolf Kauka, fumettista, illustratore e pittore tedesco (Markranstädt, n. 1917 - Thomasville, † 2000)

## Generali(2)
- Rolf Scherenberg, generale tedesco (n. 1897 - † 1961)
- Rolf Wuthmann, generale tedesco (Kassel, n. 1893 - Minden, † 1977)

## Ginnasti(2)
- Rolf Johnsson, ginnasta svedese (n. 1889 - † 1931)
- Rolf Lefdahl, ginnasta norvegese (n. 1882 - † 1965)

## Giocatori di calcio a 5(1)
- Rolf Rottmann, ex giocatore di calcio a 5 guatemalteco (n. 1972)

## Hockeisti su ghiaccio(1)
- Lennart Johansson, hockeista su ghiaccio svedese (Sundsvall, n. 1941 - Gävle, † 2010)

## Illustratori(1)
- Rolf Lederbogen, illustratore tedesco (Hannoversch Münden, n. 1928 - Heidelberg, † 2012)

## Imprenditori(2)
- Rolf de Maré, imprenditore e collezionista d'arte svedese (Stoccolma, n. 1888 - Barcellona, † 1964)
- Rolf Sorg, imprenditore tedesco

## Linguisti(1)
- Rolf Furuli, linguista, filologo e traduttore norvegese (Oslo, n. 1942)

## Lottatori(2)
- Axel Grönberg, lottatore svedese (Norberg, n. 1918 - Stoccolma, † 1988)
- Rolf Scherrer, lottatore svizzero (Willisau, n. 1972)

## Lunghisti(1)
- Rolf Bernhard, ex lunghista svizzero (n. 1949)

## Matematici(1)
- Rolf Nevanlinna, matematico finlandese (Joensuu, n. 1895 - Helsinki, † 1980)

## Medici(1)
- Rolf Zinkernagel, medico svizzero (Riehen, n. 1944)

## Mercenari(1)
- Rolf Steiner, mercenario tedesco (Monaco di Baviera, n. 1933)

## Pallanuotisti(1)
- Rolf Julin, pallanuotista svedese (Stoccolma, n. 1918 - Helsingborg, † 1997)

## Pattinatori artistici su ghiaccio(1)
- Rolf Österreich, ex pattinatore artistico su ghiaccio tedesco (n. 1952)

## Pattinatori di velocità su ghiaccio(1)
- Göran Claeson, ex pattinatore di velocità su ghiaccio svedese (Älvsjö, n. 1945)

## Piloti motociclistici(3)
- Rolf Biland, pilota motociclistico svizzero (Baden, n. 1951)
- Rolf Rüttimann, pilota motociclistico svizzero (Zugo, n. 1957 - Fiume, † 1983)
- Rolf Steinhausen, pilota motociclistico tedesco (Nümbrecht, n. 1943)

## Pittori(1)
- Rolf Groven, pittore norvegese (Romsdal, n. 1943)

## Poeti(1)
- Rolf Jacobsen, poeta norvegese (Oslo, n. 1907 - Oslo, † 1994)

## Registi(3)
- Rolf Hansen, regista tedesco (Ilmenau, n. 1904 - Monaco di Baviera, † 1990)
- Rolf de Heer, regista, sceneggiatore e produttore cinematografico olandese (Heemskerk, n. 1951)
- Rolf Thiele, regista, sceneggiatore e produttore cinematografico tedesco (Ústí nad Labem, n. 1918 - Monaco di Baviera, † 1994)

## Saltatori con gli sci(1)
- Rolf Åge Berg, ex saltatore con gli sci norvegese (Stjørdal, n. 1957)

## Scenografi(1)
- Rolf Gérard, scenografo, costumista e pittore tedesco (Berlino, n. 1909 - Ascona, † 2011)

## Schermidori(2)
- Rolf Edling, ex schermidore svedese (Mumbai, n. 1943)
- Rolf Julin, schermidore svedese (Stoccolma, n. 1918 - Helsingborg, † 1997)

## Sciatori alpini(4)
- Rolf Bjørne, ex sciatore alpino norvegese (n. 1961)
- Lars-Göran Halvarsson, ex sciatore alpino svedese (Särna, n. 1961)
- Rolf Lund, ex sciatore alpino norvegese
- Rolf von Weissenfluh, ex sciatore alpino svizzero (n. 1977)

## Scrittori(4)
- Rolf Dieter Brinkmann, scrittore, poeta e traduttore tedesco (Vechta, n. 1940 - Londra, † 1975)
- Rolf Dobelli, scrittore e imprenditore svizzero (Lucerna, n. 1966)
- Rolf Hochhuth, scrittore, drammaturgo e sceneggiatore tedesco (Eschwege, n. 1931 - Berlino, † 2020)
- Rolf Niederhauser, scrittore svizzero (Zurigo, n. 1951)

## Slittinisti(1)
- Rolf Greger Strøm, slittinista norvegese (Oslo, n. 1940 - Larvik, † 1994)

## Sollevatori(2)
- Rolf Maier, sollevatore tedesco (Stoccarda, n. 1936 - Acheux-en-Amiénois, † 2023)
- Rolf Milser, ex sollevatore tedesco occidentale (Bernburg, n. 1951)

## Storici(1)
- Rolf Peter Sieferle, storico tedesco (Stoccarda, n. 1949 - Heidelberg, † 2016)

## Storici dell'arte(1)
- Rolf Schott, storico dell'arte e scrittore tedesco (Magonza, n. 1891 - Roma, † 1977)

## Tennisti(3)
- Rolf Gehring, ex tennista tedesco (Düsseldorf, n. 1955)
- Rolf Norberg, ex tennista svedese (Borgholm, n. 1952)
- Rolf Thung, ex tennista olandese (Naarden, n. 1951)

## Teologi(1)
- Rolf Rendtorff, teologo tedesco (Preetz, n. 1925 - Heidelberg, † 2014)

## Trombettisti(1)
- Rolf Smedvig, trombettista statunitense (Seattle, n. 1952 - West Stockbridge, † 2015)

## Tuffatori(1)
- Rolf Sperling, tuffatore tedesco orientale (Halle an der Saale, n. 1940)

## Velisti(1)
- Rolf Steffenburg, velista svedese (Gävle, n. 1886 - Stoccolma, † 1982)